# Archidiecezja Vitória da Conquista
Archidiecezja Vitória da Conquista (łac. Archidioecesis Victoriensis de Conquista) – archidiecezja Kościoła rzymskokatolickiego w Brazylii. Należy do metropolii Vitória da Conquista wchodzi w skład regionu kościelnego Nordeste III. Została erygowana przez papieża Piusa XII bullą Christus Iesus w dniu 27 lipca 1957.
16 lutego 2002 papież Jan Paweł II utworzył metropolię Vitória da Conquista podnosząc diecezję do rangi archidiecezji.